# Pasio Gagini
Pasio Gagini (Bissone, vers 1470 - Gênes, vers 1525) est un sculpteur italo-suisse de la Renaissance, originaire du canton du Tessin en Suisse.

## Biographie
Son père et son grand-père Elijah Gaggini (de Gazino) étaient sculpteurs. En 1492, il collabora à la décoration de la façade de la Certosa de Pavie. Il travailla également à l'église de Saint-Théodore de Gênes, où il sculpta deux tombes de la famille Lomellini en collaboration avec Tamagnino (Antonio Della Porta). Il réalisa une fontaine pour le duc de Rohan.
Il travailla sur d'autres bâtiments de Gênes et à la collégiale Saint-Jean-Baptiste d'Oneglia (tabernacle en marbre). Il réalisa le mémorial des parents du premier marquis de Tarifa, Don Fadrique Enriquez de Ribera, placé dans la chapelle du monastère de Santa Maria de las Cuevas à Séville. À partir de 1523, il travailla pour des familles nobles de la ville de Tolède.
Il se rendit en France en 1506 en compagnie d'Antonio Della Porta sur l'invitation du cardinal Georges d'Amboise en Normandie. Ils sculptèrent à Rouen la fontaine de l'Archevêché et, dans le château de Gaillon, une fontaine dont certains éléments ont été transférés au château de La Rochefoucauld, en Angoumois, dont ils ornent encore l'esplanade sud.
Ils réalisèrent également les gisants de Raoul de Lannoy et de son épouse Jeanne de Poix, « la création artistique la plus admirable de la France septentrionale » selon Léon Palustre. Ces gisants se trouvent dans l'église de Folleville, en Picardie.

## Source de la traduction
- (it) Cet article est partiellement ou en totalité issu de l’article de Wikipédia en italien intitulé « Pace Gaggini » (voir la liste des auteurs).